# Jerzy Kuryłowicz
Jerzy Kuryłowicz (en IPA [ˈjɛʐɨ kurɨˈwɔvit͡ʂ]; 26 de agosto de 1895 - 28 de enero de 1978) fue un lingüista polaco que estudió las lenguas indoeuropeas.

## Biografía
Nacido en Stanislau, Austria-Hungría (ahora Ivano-Frankivsk, Ucrania), se le considera el lingüista histórico, estructuralista y teórico de la lengua polaco contemporáneo más destacado, profundamente interesado en los estudios de las lenguas indoeuropeas. Estudió en la Universidad de Economía y Negocios de Viena (1913-1914) y luego, después de la Primera Guerra Mundial, continuó sus estudios en la Universidad de Leópolis, donde sus inusuales habilidades lingüísticas llamaron la atención de algunos lingüistas destacados. Como resultado, se le concedió una beca en París. Esto le dio la oportunidad de trabajar como profesor universitario de lingüística indoeuropea a su regreso a Polonia. Después de obtener el título, se convirtió en profesor en la Universidad de Leópolis. Más tarde, en 1946-48, Kuryłowicz sustituyó al Dr. Krzyżanowski en el Instituto de Filología Inglesa de Wrocław. Finalmente, se trasladó a Cracovia, donde ocupó la cátedra de Lingüística General en la Universidad Jaguelónica. Se jubiló en 1965. Kuryłowicz fue miembro de la Academia Polaca de Aprendizaje y de la Academia Polaca de Ciencias. Murió a los 83 años en Cracovia.

## Contribución a la lingüística
Kuryłowicz no pertenecía a ninguna de las escuelas lingüísticas estructuralistas. En su opinión, estaba cerca de la glosemática, cuyos presupuestos aceptó y desarrolló. Es más conocido por sus trabajos sobre las lenguas indoeuropeas. Los más importantes son Apophony in Indo-Europaean (1956) y The Inflectional Categories of Indo-European (1964); en este último, discutió las categorías flexivas de las lenguas indoeuropeas y luego, a partir de estos estudios, formuló la llamada teoría de casos.

### Leyes de la analogía
Sobre la base del trabajo anterior de Antoine Meillet, el de Kuryłowicz también es conocido por sus «Seis leyes de la analogía», que se han utilizado ampliamente en lingüística histórica para comprender cómo funcionan los cambios gramaticales analógicos. Las leyes constan de seis declaraciones predictivas sobre la dirección de los cambios analógicos:
1. Un marcador bipartito tiende a reemplazar a un marcador simple isofuncional.
2. La direccionalidad de la analogía es de una forma «básica» a una forma «subordinada» con respecto a sus esferas de uso.
3. Una estructura que consta de un miembro básico y uno subordinado sirve como base para un miembro básico que es isofuncional pero aislado.
4. Cuando tanto la forma antigua (no analógica) como la nueva (analógica) están en uso, la primera permanece en función secundaria y la segunda toma la función básica.
5. Se elimina una distinción más marginal en beneficio de una distinción más significativa.
6. Una base en la analogía puede pertenecer a un dialecto de prestigio que afecta la forma de un dialecto que lo imita.[2][3][4]

### La teoría de casos
En esta teoría propone la división en casos gramaticales y concretos. Según Kuryłowicz, el caso es una relación sintáctica o semántica expresada por la forma declinada apropiada o vinculando la preposición con un sustantivo, por lo que es la categoría basada en una relación dentro de la oración o una relación entre dos oraciones.
La categoría de caso cubre dos grupos de casos básicos:
1. Casos gramaticales: su función principal es sintáctica, la función semántica es secundaria. Si tomamos la oración: «El niño se sentó»[5] con un verbo intransitivo «sentarse», podemos notar que la oración puede cambiarse a una construcción causativa: «Hizo que el niño se sentara» (ibidem), donde la palabra «niño» se cambia de nominativo a acusativo, con la posición superior de nominativo.
2. Casos concretos: incluyen el instrumental, el locativo y el ablativo, cuya función principal es la función semántica adverbial. Responden a las preguntas: ¿con quién?, ¿dónde?, ¿de dónde? La función sintáctica de los casos concretos es secundaria. Estos casos se rigen por verbos determinados semánticamente.

Por ejemplo, el verbo polaco kierować (‘conducir’) gobierna el objeto directo en el caso instrumental, como en la expresión kierować samochodem (‘conducir un automóvil’).

### Laringales
Mientras estudiaba la fonología de las lenguas indoeuropeas, Kuryłowicz señaló la existencia de la consonante hitita ḫ en su artículo de 1927 «ə indo-européen et ḫ hittite». Este descubrimiento apoyó la propuesta de 1879 de Ferdinand de Saussure de la existencia de lo que él había llamado coeficientes sonantiques, elementos de Saussure reconstruidos para dar cuenta de las alternancias de cantidad vocálica en indoeuropeo. Esto condujo a la llamada teoría de las laringales, un gran paso adelante en la lingüística indoeuropea y una confirmación de la teoría de De Saussure.

### Transformación sintáctica
En 1936, Kuryłowicz introdujo la idea de transformación sintáctica, señalando al mismo tiempo que esta derivación sintáctica (transformadora) no cambia el significado de la forma sintáctica. Por tanto, si tomamos la frase como «Kate lava el coche» y lo cambiamos a pasivo «El coshe es lavado por Kate», podemos notar que la segunda oración tiene el mismo significado que la primera. Se diferencian solo en términos de estilo. La idea de la derivación transformadora demuestra que Kuryłowicz se adelantó a su época, porque lo que describió se asemeja a uno de los principales supuestos de la gramática generativa transformacional de Noam Chomsky postulada varios años después.

### Concepto de fundación
Kuryłowicz también estaba interesado en la jerarquía de elementos y la función del sistema lingüístico. Analizando el problema de la jerarquía introdujo el concepto de fundamento, que es la relación entre dos formas o funciones en un lenguaje. Una de las formas o funciones, la llamada fundación, siempre resulta en la presencia del fundado, no al revés. Por ejemplo, en latín, las terminaciones -os y -or en el nominativo singular siempre se corresponden con la terminación -orem en el acusativo singular. No funciona al revés porque la terminación en acusativo no permite predecir la terminación en el caso nominativo: puede ser -os o -or.

## Publicaciones
- Traces de la place du ton en gathique. Paris: Champion, 1925.
- Kuryłowicz, J., 1927a. “Les effets du ə en indoiranien”, Prace Filologiczne 11: 201–43.
- Kuryłowicz, J., 1927b. “ə indo-européen et ḫ hittite”, in Symbolae grammaticae in honorem Ioannis Rozwadowski, vol. 1. Edited by W. Taszycki & W. Doroszewski. Kraków: Gebethner & Wolff, pp. 95–104.
- Études indo-européennes. Kraków: Skład Główny w Ksiegarni Gebethnera i Wolffa, 1935Kuryłowicz, J., 1936. “Derivation lexicale et derivation syntaxique”. In Kuryłowicz, J., 1960, 41–50.
- Kuryłowicz, J., 1938. “Struktura morfemu”. In Kuryłowicz, J., 51–65.
- Kuryłowicz, J., 1949a. “La nature des proces dits ‘analogiques’”. Acta Linguistica 5: 121–38.
- Kuryłowicz, J., 1949b. “La notion de l’isomorphisme”. In Kuryłowicz, J., 1960, 16–26.
- Kuryłowicz, J., 1949c. “Le probleme du classement des cas”. In Kuryłowicz, J., 1960, 131–154.
- L'apophonie en indo-européen. Wrocław: Zakład im. Ossolińskich, 1956.
- L'accentuation des langues indo-européennes. Wrocław: Zakład Narodowy im. Ossolińskich, 1958.
- Esquisses linguistiques. Wrocław–Kraków: Polska Akademia Nauk / Zakład Naroldowy im. Ossolíńskich, 1960.
- The Inflectional Categories of Indo-European. Heidelberg: Carl Winter, 1964.
- (with Manfred Mayrhofer) Indogermanische Grammatik. Heidelberg 1968 ff.
- Die sprachlichen Grundlagen der altgermanischen Metrik. Vortrag, gehalten am 3. Juni 1970 in Rahmen einer Vortragswoche d. Univ. Innsbruck aus Anlass ihrer 300-Jahr-Feier. Edited by Jerzy Kuryłowicz. Innsbruck: Institut für Vergleichende Sprachwissenschaft der Universität Innsbruck, 1970.
- Studies in Semitic grammar and metrics. Wrocław: Wydawn. Polskiej Akademii Nauk / Zakład Narodowy im. Ossolińskich; London: Curzon Press, 1972.
- Studia indoeuropejskie; or, Études indo-européennes. Edited by Jerzy Kuryłowicz et al. Wrocław: Zakład Narodowy im. Ossolińskich, 1974.
- Metrik und Sprachgeschichte. Wrocław: Zakład Narodowy im. Ossolińskich, 1975.
- Problèmes de linguistique indo-européenne. Wrocław: Zakład narodowy im. Ossolińskich, 1977.
- Studia językoznawcze, vol. 1: Wybór prac opublikowanych w języku polskim. Warsaw: Państwowe Wydawn. Nauk., 1987.

## Distinciones y premios
- 1965: Doctorado honoris causa por la Universidad de Viena.
- 1973: Distinción austriaca para la ciencia y el arte.